# Поппе, Энно
Энно Поппе (нем. Enno Poppe; 30 декабря 1969, Хемер, Северный Рейн-Вестфалия) — немецкий композитор, дирижёр и музыковед.

## Биография
Энно Поппе изучал композицию и дирижирование в Берлинской высшей школе музыки и Центре искусств и медиатехнологий в Карлсруэ. С 1998 года руководит берлинским ансамблем современной музыки «Mosaik». Преподаёт в Высшей школе музыки имени Ханса Эйслера в Берлине. Поппе считают одним из наиболее исполняемых современных немецких композиторов.
Композиторский стиль Энно Поппе характеризуется критиками как интеллектуально—экспериментаторский и в то же время рациональный, родственный работе генетика, отмечается его интерес к численным соотношениям в музыке и одновременно склонность к стихийному эксперименту и поэтике. Для произведений характерно сочетание научной рациональности и поэтики.

## Произведения
- трилогия «Дерево» — «Кость» — «Нефть» (1999—2004)
- опера «Arbeit Nahrung Wohnung» («Работа, Пропитание, Кров»; 2008),
- пьеса «Tiere sietzen nicht», (участвует 200 инструментов (и всего 20 музыкантов)),
- мультимедийное произведение по «Интерзоне» (по Уильяму Берроузу).